# 카를 발터
카를 빌헬름 프로인트 발터(독일어: Carl Wilhelm Freund Walther, 1858년 11월 22일~1915년 7월 9일)는 독일의 총포 대장장이이자 사업가로, 젤라-멜리스, 작센코부르크고타 공국 출신이다.

## 연혁
카를 발터는 1858년 첼라멜리스에서 태어났다. 그의 아버지 아우구스트 테오도어 알베르트 발터(독일어: August Theodor Albert Walther)는 구리와 철을 전문적으로 다루는 대장장이였으며, 어머니 로잘리 빌힐메네 아말리 피스토어(독일어: Rosalie Wilhelmine Amalie Pistor)는 총포 기술자 가문인 피스토어 가문의 일원인 빌헬름 피스토어(독일어: Wilhelm Pistor)의 딸이다.
발터는 총기 대장장이 빌리발트 바르텔메스(독일어: Willibald Barthelmes) 밑에서 총기에 대해 배웠고 나중에는 알빈 슈나이더(독일어: Albin Schneider) 밑에서 총포 제작 기술을 익혔다. 발터는 첼라멜리스에 있는 회사 요프(독일어: Jopp)에서 마우저 소총을 제작했다.
1886년, 발터는 회사 카를 발터 GmbH를 설립했고 같은 해에 첼라멜리스에서 총포사를 열었다. 발터는 자신이 제작한 스포츠 소총에 대한 수요를 충족시키기 위해 추가 노동자들을 고용했다.
1888년, 발터는 리볼버 제조업체인 크리스티안 프리드리히 피케르트(독일어: Christian Friedrich Pickert)의 딸 미나 게오르기네 피케르트(독일어: Minna Georgine Pickert, 1864년~1935년?)와 결혼하여 프리츠(독일어: Fritz, 1889년~1966년), 게오르크(독일어: Georg), 빌헬름(독일어: Wilhelm), 에리히(독일어: Erich), 로타어(독일어: Lothar) 5명의 아들을 두었다.
1903년, 그의 아들 중 세 명이 회사에 취직한 후, 회사의 초점은 권총 생산으로 향했다.
1908년, 발터는 그의 장남인 프리츠와 함께 최초로 사용 가능한 독일산 자가 장전 권총을 설계하고 생산했다.프리츠 발터는 1915년 아버지가 사망한 후 회사의 경영을 맡았다.

## 같이 보기
- 발터 (기업)